# 利德茨維爾

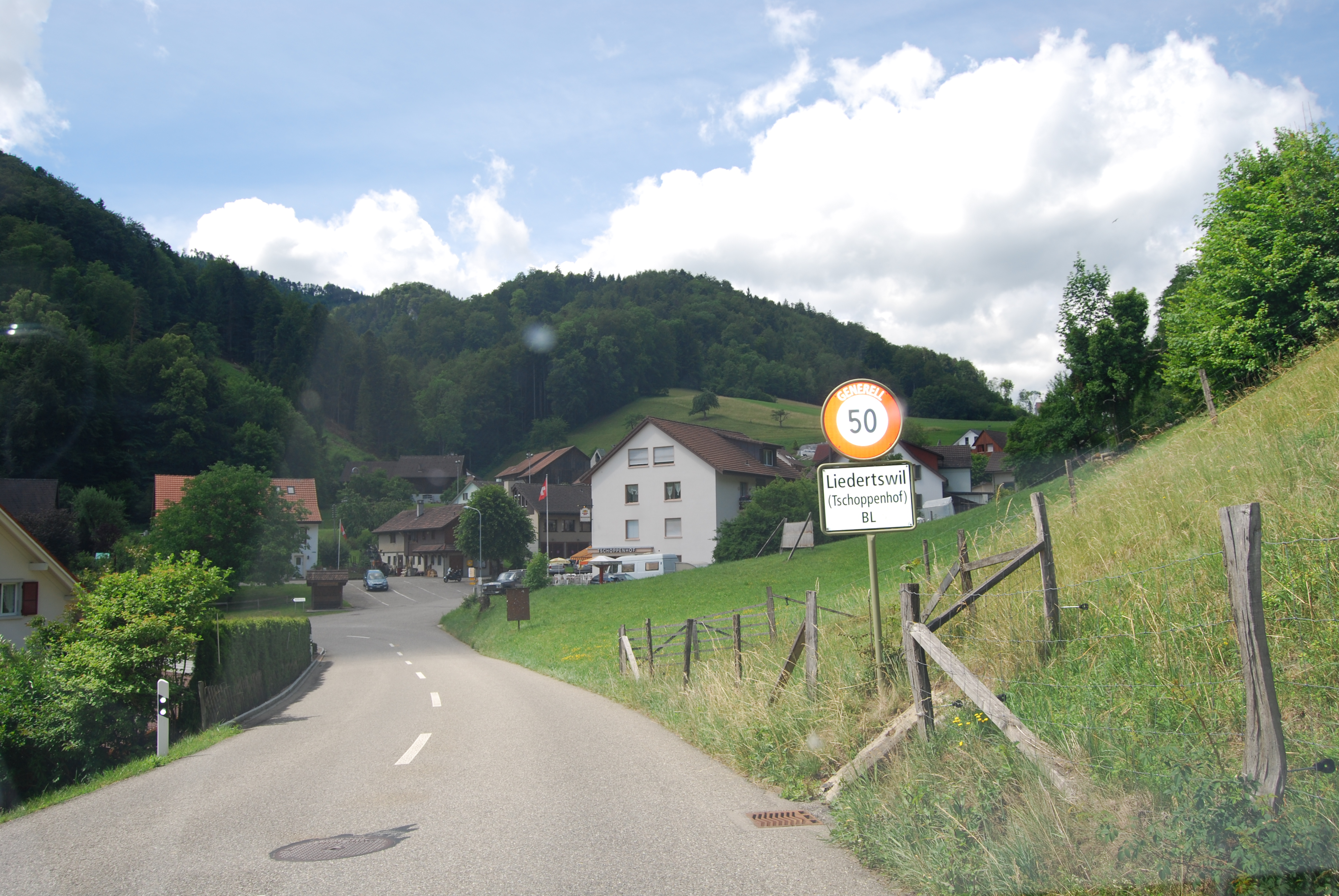

利德茨維爾（德语：Liedertswil）是瑞士的城鎮，位於該國北部，由巴塞爾鄉村州負責管轄，面積1.94平方公里，海拔高度629米，2012年人口167，七成半人口信奉基督教，人口密度每平方公里86人。

## 外部連結
- Official website（页面存档备份，存于） （德文）